# Peder Jacobsen
Peder Jacobsen (død 19. maj 1225 i Ter Doest) var biskop i Roskilde Domkirke og magister.
Han var søn af Jakob Sunesen, og blev kannik i Lund under sin farbror ærkebiskop Anders Sunesen og dernæst, endnu i ung alder, valgt til biskop i Roskilde i 1215 (indsat 1217), hvor han efterfulgte sin anden farbror, Peder Sunesen, og fortsatte hans store værk, opførelsen af domkirken. Sammen med andre fik Peder Jacobsen i 1218 det hverv at undersøge jærtegnene ved abbed Vilhelms Grav, og bidrog derved til denne helgens kanonisering. Sammen med Anders Sunesen indviede han i 1224 dennes efterfølger i Lund Peder Saxesen. Paven beskikkede samme år Peder Jacobsen til at forestå Korstogsprædikenen i Danmark. Peder Jacobsen var meget optaget af korstogstanken, og den store landesorg over Valdemar Sejrs fangeskab forøgede hans længsel efter Det Hellige Land. I foråret 1225 drog han derfor selv af sted med en skare korsfarere, men led skibbrud ved Damme på Flanderns kyst. Han nåede i land og blev bragt til det nærliggende Cistercienserkloster Ter Doest, men der døde han 19. maj 1225.